# لوف طويل
اللوف الطويل (باللاتينية: Arum elongatum) أحد الأنواع في جنس اللوف الذي يتبع الفصيلة القلقاسية من أحاديات الفلقة.

## الموئل والانتشار
يوجد هذا النبات في المناطق الجبلية في بلاد الشام وحوض البحر الأسود.

## الوصف النباتي
لون غمد الزهرة بنفسجي غامق إلى أحمر.